# Schabenkraut-Pippau
Der Schabenkraut-Pippau (Crepis pyrenaica), auch Pyrenäen-Pippau genannt, ist eine Pflanzenart aus der Gattung Pippau (Crepis) innerhalb der Familie der Korbblütler (Asteraceae).

## Beschreibung

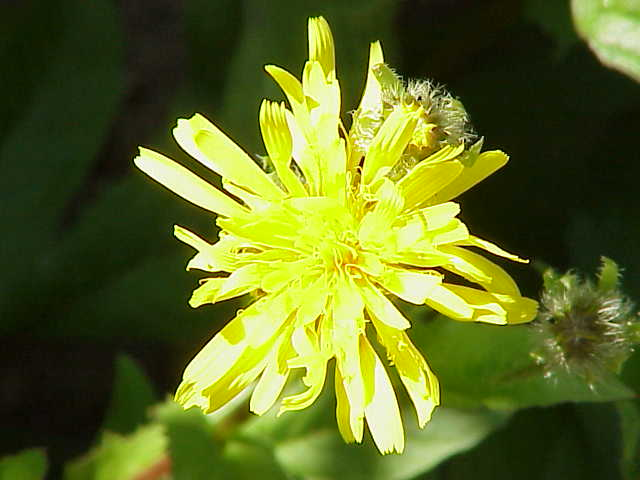
Blütenkorb mit Zungenblüten, deren gelbe Blütenkrone in fünf Kronzähnen endet.

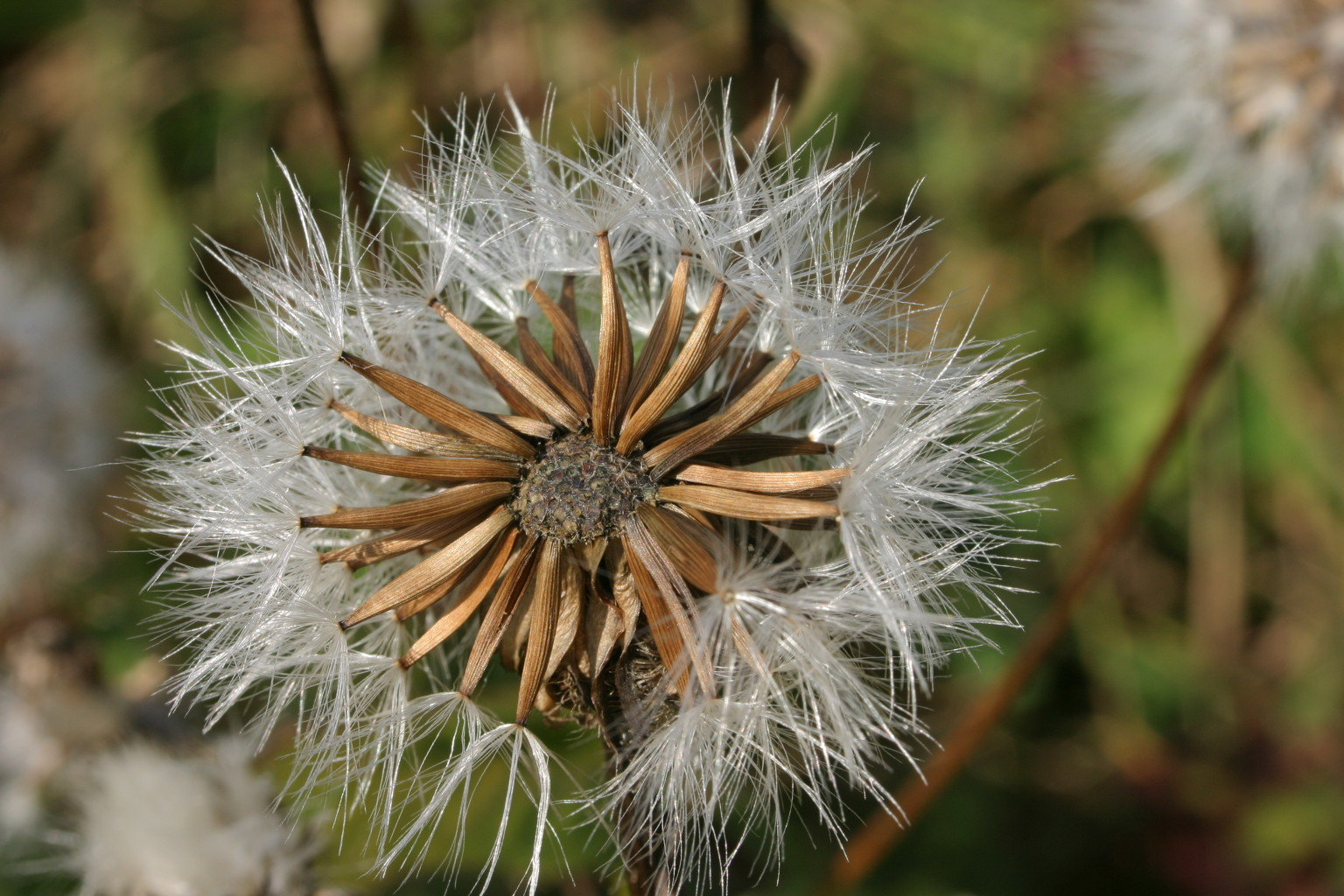
Achänen mit Pappus

### Vegetative Merkmale
Der Schabenkraut-Pippau ist eine sommergrüne, ausdauernde krautige Pflanze und erreicht Wuchshöhen von 4 bis, meist 25 bis 70 Zentimetern. Es wird ein schiefes, zylindrisches, schwärzliches Rhizom gebildet. Der aufrechte Stängel ist bis zum oberen Ende ziemlich dicht beblättert, einfach oder meist am oberen Ende etwas verzweigt. Der Stängel ist kahl oder nach oben hin steif bis fast zottig behaart. 
Die Laubblätter sind breit-eiförmig oder eiförmig-lanzettlich, spitz, buchtig gezähnt und hell behaart. Die Blattspreite der grundständigen Laubblätter sind 5 bis 17 Zentimeter lang und 1 bis 2,5 Zentimeter breit und in einen geflügelten Stiel verschmälert, aber zur Blütezeit schon abgestorben, die oberen sitzend mit pfeilförmigem, mit spitzen Öhrchen stängelumfassendem Spreitengrund. 

### Generative Merkmale
Die Blütezeit reicht von Juni bis August. An einem Exemplar stehen ein und wenige (zwei bis sechs) körbchenförmige Blütenstände, die einen Durchmesser von (2 bis) 3 bis 4 Zentimeter aufweisen. Ihre Hülle (Involucrum) ist bei einer Höhe von 12 bis 18 Millimetern sowie einem Durchmesser von 10 bis 18 Millimetern walzlich und schwärzlich-grün. Alle Hüllblätter sind etwa gleich lang. Die äußeren Hüllblätter sind weniger behaart, die inneren zottig mit einer Reihe langer, grüner, schwarzer oder gelblicher, steifer Haare (Trichome), aber ohne Drüsenhaare. Die Blütenkörbe enthalten nur Zungenblüten. Die Zungenblüten sind goldgelb und etwa doppelt so lang wie die Hülle. Die Griffel sind gelb.
Die gelbbraunen Achänen sind bei einer Länge von 6 bis 8 Millimetern spindelförmig und besitzen etwa 20 Rippen. Der Pappus ist rein weiß.
Der Schabenkraut-Pippau ist diploid mit einer Chromosomenzahl von 2n = 8.

## Taxonomie
Carl von Linné veröffentlichte 1753 in Species Plantarum gleichzeitig und auf der gleichen Seite zwei den Schabenkraut-Pippau betreffende Namen (Basionyme): Hieracium pyrenaicum L. und Hieracium blattarioides L. Er entschied 1767 über den Vorrang von Hieracium pyrenaicum, indem er Hieracium blattarioides als Varietät Hieracium pyrenaicum var. blattarioides umkombinierte. Die Zugehörigkeit zu Crepis wurde von Dominique Villars erkannt, der den Schabenkraut-Pippau 1788 in Crepis blattarioides (L.) Vill. umbenannte. Der deutsche Name „Schabenkraut-Pippau“ leitet sich von diesem Namen her, der lange Zeit geläufig war. Seine Nachrangigkeit wurde erst 1970 von Werner Greuter entdeckt, der den heute akzeptierten Namen Crepis pyrenaica (L.) Greuter kombinierte.

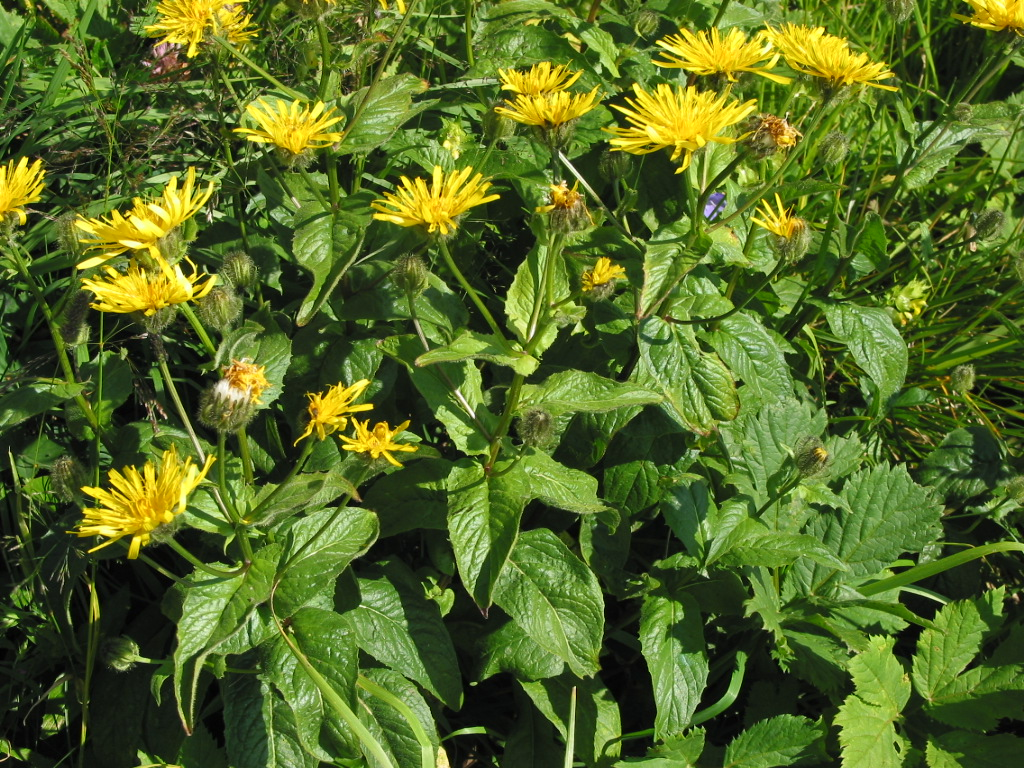
Habitus

## Vorkommen
Das Verbreitungsgebiet des Schabenkraut-Pippau umfasst die Gebirge Süd- und Mitteleuropas von den Pyrenäen über die Alpen einschließlich des Jura, der Hochlagen der Vogesen und des Schwarzwaldes und des Piemontesischen Apennins. Er kommt in folgenden Ländern Europas vor: Spanien, Andorra, Frankreich, Italien, Schweiz, Deutschland, Liechtenstein, Österreich, Slowenien und Kroatien.
Der Schabenkraut-Pippau gedeiht bevorzugt auf lockeren, gut durchlüfteten, frischen, nährstoffreichen, meist kalkhaltigen, steinigen oder reinen Lehm- oder Ton-Böden in montaner bis subalpiner Höhenstufe in Höhenlagen von 700 bis 2200 Metern. Am Gromserkopf im Schanfigg in Graubünden erreicht er 2240 Meter. In den Allgäuer Alpen steigt sie bis zu einer Höhenlage von etwa 2100 Metern auf.
Er wächst in Hochgrasfluren (Verband Calamagrostion arundinaceae) oder Hochstaudenfluren (Verband Adenostylion alliariae), seltener in Fettwiesen oder im Grünerlen-Gebüsch.